# 愛の力 (石井竜也の曲)
「愛の力」（あいのちから）は、2005年6月22日に発売された石井竜也の20枚目のシングル。

## 解説
石井のデビュー20周年を祝う『20th Anniversary』シリーズ第1弾シングル。「愛の力」は「愛・地球博」愛・地球広場で行われた『The Forest Fairy's Ball　〜精霊たちの森林舞踏会〜』テーマソング。カップリングは「中部国際空港」CMソングで、愛知にゆかりのある楽曲収録のシングル。初回盤は万博プログラム映像とソロシングル17曲のミュージック・ビデオのダイジェスト収録DVD付。ジャケットは細胞を拡大した写真。

## 収録曲

### DISC.1 （CD）初回盤 通常盤 共通
作詞・作曲:石井竜也
1. 愛の力
編曲:金子隆博
2005年日本国際博覧会メインプログラム『The Forest Fairy's Ball　〜精霊たちの森林舞踏会〜』[2]テーマソング。本来シングルで出す気もなく[3]、歌うにしても新人女性歌手のほうがいい構想だったが、仮歌を入れたところ「俺の歌でいいじゃん!」と思い、結局自分の歌になった。曲の一部に米米CLUB「TIME STOP」のような部分を織り込んでいる。
2. 青空の向こうに
編曲:辰巳博成・コンダキヨト
中部国際空港CMソング。
3. 愛の力 (Backtracks)

### DISC.2 （初回盤DVD）
1. Image of The Forest Fairy's Ball　〜精霊たちの森林舞踏会〜
表題曲に乗せた同プログラムのイメージ映像。
2. 20th Anniversary TATUYA ISHII Single History
デビュー曲「WHITE MOON IN THE BLUE SKY」から前作「心の言葉」までのビデオクリップダイジェスト映像。

## 楽曲の収録アルバム
いずれも（＃1）
- 『石 〜Best of Best〜』（2005年10月12日発売） - 1stベスト・アルバム
- 『石弐 〜Best of Best〜』（2015年3月25日発売） - 2ndベスト・アルバム